# Județ
El județ, plural județe, és una divisió administrativa de Romania. També fou usada durant un temps a Moldàvia (1998-2003). Generalment es tradueix com a districte, tot i que equival al departament francès i a la província hispano-italiana.
El seu nom deriva del romanès jude (del llatí judicium), que era un boiar al qual es concedien poders administratius i judicials als Principats Danubians, que corresponien a les actuals funcions de jutge i alcalde.
A Romania hi ha constància de judeţe des de l'Edat Mitjana. En el sentit modern s'implantaren el 1859 com a rang superior de la divisió administrativo-territorial, tot inspirant-se en els departaments francesos. Si bé el nombre i la composició territorial han anat variant, els judeţe han conservat aquesta funció fins avui, amb un parèntesi relativament breu.
Tradicionalment (1859-1950), els judeţe se subdividien en plăși (districtes pròpiament dits), i aquests en municipis (comune). Des del 1968, se subdivideixen directament en municipis.
Al capdavant de l'administració del judeţ hi ha el prefecte, que conjuntament amb les autoritats locals exerceix l'acció de govern del districte, però en total consonància amb les directrius que es marquen des de la capital, Bucarest, o sigui, des del govern romanès.